# 2MASS J02511490-0352459
2MASS J02511490-0352459 ist ein Brauner Zwerg im Sternbild Eridanus. Er wurde 2003 von Kelle L. Cruz et al. entdeckt. Er gehört der Spektralklasse L3 an. Seine Position verschiebt sich aufgrund seiner Eigenbewegung jährlich um 2,15 Bogensekunden. 